# Epipogium aphyllum
La orquídea fantasma - no confundir con la orquídea fantasma americana (Polyrrhiza lindenii) - es una orquídea micoheterotrófica que no produce clorofila y carece de hojas. Es conocida como orquídea fantasma porque la mayor parte de su vida la pasa bajo tierra y sólo emerge un tallo durante la floración. 

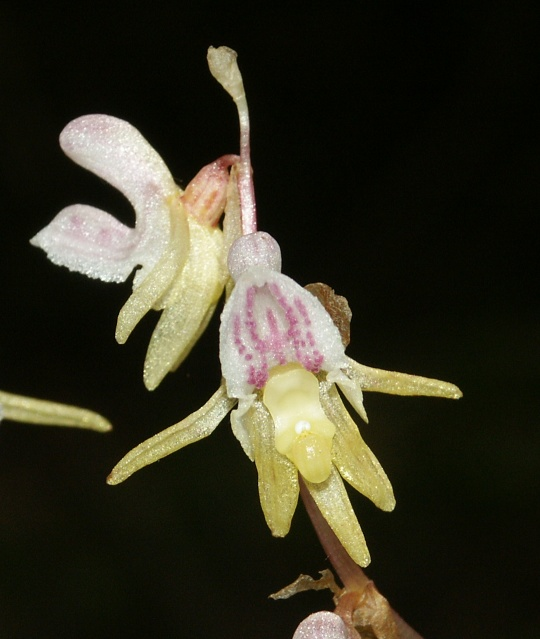
Flores.

## Hábitat
Se encuentra en suelos básicos ricos en nutrientes en bosques de hayas, abedules, robles, piceas.
Encontrándose en toda Europa excepto en los Países Bajos e Irlanda. Según el Atlas y Libro Rojo de la Flora Vascular Amenazada, en España se conocen únicamente poblaciones en puntos aislados del Pirineo (Navarra, Huesca y Lérida) y del Sistema Ibérico septentrional (La Rioja). (España)|
Este género también puede encontrarse en Turquía, al este de Siberia, los Himalaya chino, a Himalaya del este, a Nepal, a Pakistán, el oeste de los  Himalayas, Bután, Birmania, Japón, Corea y Taiwán.

## Descripción
Planta terrestre pequeña que se encuentra en lugares fríos. Su rizoma da lugar a un vástago erecto, hinchado basalmente que lleva dos envolturas desiguales, marrones. Florece en un tallo erguido, hasta 8 cm de largo, la inflorescencia con una o varias flores no resupinadas, que se presentan a finales de la primavera y en verano. 

## Taxonomía
Epipogium aphyllum fue descrita por Peter Olof Swartz y publicado en Summa Vegetabilium Scandinaviae 32. 1814.
Sinonimia
- Epipactis epipogum Crantz 1769
- Epipactis epipogium (L.) All. 1789
- Epipogium aphyllum var. stenochilumHand.-Mazz. 1925
- Epipogium epipogium (L.) H.Karst. 1881
- Epipogium generalis E.H.L.Krause en J.Sturm 1905
- Epipogium gmelini Rich. 1818
- Epipogon epipogium (L.) Karst 1880-3
- Epipogon epipogon Kern 1893
- Epipogon generalis E.H.L.Krause 1905
- Limodorum epipogium Sw. 1799
- Orchis aphylla Forssk. 1775
- Satyrium epipogium L. 1753
- Serapias epipogium (L.) Steud. 1821 [2][3]